# Tetralycosa rebecca
Tetralycosa rebecca Framenau & Hudson, 2017 è un ragno appartenente alla famiglia Lycosidae.

## Etimologia
Il nome proprio è in riferimento alla località tipo di rinvenimento degli esemplari: il Lago Rebecca, nell'Australia occidentale.

## Caratteristiche
L'olotipo maschile ha una lunghezza totale di 10,25mm: il cefalotorace è lungo 5,73mm, e largo 4,04mm.
Il paratipo femminile ha una lunghezza totale di 10,53mm: il cefalotorace è lungo 5,36mm, e largo 3,57mm.

## Distribuzione
La specie è stata reperita nell'Australia occidentale. Di seguito alcuni rinvenimenti:
1. l'olotipo maschile rinvenuto 15 Km a nord della Yindi Station, sulla riva del Lago Rebecca, lago salato dell'Australia occidentale, nel marzo 1996.
2. il paratipo femminile rinvenuto 15 Km a nord della Yindi Station, sulla riva del Lago Rebecca, lago salato dell'Australia occidentale, nel marzo 1996.

## Tassonomia
Appartiene all' alteripa-group insieme a T. alteripa, T. baudinettei e T. floundersi.
Al 2021 non sono note sottospecie e dal 2017 non sono stati esaminati nuovi esemplari.